# Desclée
Desclée is een Belgische notabele en adellijke familie. De naam van de familie is verbonden met de vroegste Belgische vennootschappen voor productie en verdeling van gas en elektriciteit, evenals met de drukkerijen en uitgeverijen Desclée (Doornik) en Desclée de Brouwer (Brugge).

## Genealogie
- Pierre Desclée (1763-1807), x Marie Dujardin (1770-1804).
  - François Desclée (1800-1842), x Marie Semet (1798-1879).
    - Florimond Desclée (1832-1877), x Céline du Bus (1833-1904).
      -         - Henriette Desclée (1866-1922), x Louis de Halleux (1858-1940). Met nakomelingen.
        - Anne-Marie Desclée (1873-1932), x Fernand du Bus de Warnaffe (1869-1931). Met nakomelingen.

    - Edmond Desclée (1835-1880), x Marie Bécasseau (1843-1927).
      - Paul Desclée (zie hierna).
      - René Desclée (zie hierna).

  - Henri-Philippe Desclée (1802-1873), x Appoline Semet (1805-1837). Hij was de stichter van de abdij van Maredsous.
    - Henri Desclée (1830-1917), x Louise de Brouwer (1841-1927).
      - Claire Desclée de Maredsous (1869-1945), x Jean de Halleux (1868-1936). Met nakomelingen.
      - Joseph Desclée de Maredsous (1873-1959), x Elisabeth Vercruysse (1882-1944). Hij kreeg vergunning in 1928 om de Maredsous aan de familienaam toe te voegen.
        - Henri Desclée de Maredsous (1908-1944).
        - Marie-Anne Desclée de Maredsous (zie hierna).
        - Marc Desclée de Maredsous (zie hierna).
        - Hadelin Desclée de Maredsous (zie hierna).

    - Jules Desclée (1833-1911), x Julie de Brouwer (1844-1880).
      - Benoît Desclée de Maredsous (zie hierna).
      - Vincent Desclée de Maredsous (zie hierna).
      - Gerard Desclée de Maredsous (zie hierna).

## Paul Desclée
Paul Eugène Desclée (Doornik, 30 juni 1866 - Jette, 24 januari 1934) was mijningenieur en doctor in de rechten. In 1902 werd hij in de Belgische erfelijke adel opgenomen. Hij trouwde in 1890 in Doornik met Magdeleine Dumon (1870-1960), dochter van Henri Dumon, industrieel, gemeenteraadslid van Doornik en senator. Ze kregen een zoon, met afstammelingen tot heden.

## René Desclée
René Alphonse Desclée (Doornik, 13 augustus 1868 - aldaar, 5 december 1953) was doctor in de rechten, advocaat, gemeenteraadslid in Doornik, voorzitter van de Société royale d'histoire et d'archéologie de Tournai en corresponderend lid van de Koninklijke Commissie voor Monumenten en Landschappen. Hij was ook een pionier van de luchtfotografie. In 1902 werd hij in de Belgische erfelijke adel opgenomen. Hij trouwde in 1901 in Gent met Gabrielle Maertens de Noordhout (1876-1964), dochter van Albert Maertens de Noordhout, voorzitter van de Banque de Flandre. Ze kregen twee zoons en drie dochters, maar de familietak is in de volgende generatie uitgedoofd.

## Marie-Anne Desclée de Maredsous
Marie-Anne Declée de Maredsous (Kortrijk, 8 januari 1912 - aldaar, 18 augustus 1990) werd in 1966 opgenomen in de Belgische erfelijke adel. Ze trouwde in 1939 in Denée met baron Jean Casier (1908-2008). Ze kregen een zoon en twee dochters, met afstammelingen tot heden.

## Marc Desclée de Maredsous
Marc Stanislas Desclée de Maredsous (Kortrijk, 16 juli 1913 - Brussel, 27 september 2007) werd in 1966 opgenomen in de Belgische erfelijke adel. Hij bleef vrijgezel.

## Hadelin Desclée de Maredsous
Hadelin Desclée de Maredsous (Kortrijk, 4 maart 1923 - Brussel, 9 mei 1989) werd in 1966 opgenomen in de Belgische erfelijke adel. Hij trouwde in 1952 in Kortrijk met gravin Albane Le Bègue de Germiny (1932-1963) en trouwde opnieuw in 1971 in Denée met Élisabeth Podhradszky de Nemespodhragy (1932-2023). Hij kreeg twee dochters uit zijn eerste huwelijk, met afstammelingen tot heden, en een zoon en een dochter uit zijn tweede huwelijk, maar zonder nakomelingen.

## Benoît Desclée de Maredsous
Benoît Desclée de Maredsous (Doornik, 11 april 1874 - aldaar, 23 december 1955), gemeenteraadslid van Doornik, verkreeg in 1928 vergunning om de Maredsous aan de familienaam toe te voegen en werd in 1914 in de Belgische erfelijke adel opgenomen. Hij trouwde in 1914 in Brussel met Anne-Marie Capelle (1891-1976), dochter van baron Léon Capelle, diplomaat. Ze kregen zes zoons en een dochter, waaronder bankier Jules Desclée de Maredsous, met afstammelingen tot heden.

## Vincent Desclée de Maredsous
Vincent Desclée de Maredsous (Doornik, 27 augustus 1875 - Denée, 30 april 1946) verkreeg in 1928 vergunning om de Maredsous aan de familienaam toe te voegen en werd in 1914 in de Belgische erfelijke adem opgenomen. Hij trouwde in 1924 in Blicquy met Marie-Henriette du Roy de Blicquy (1887-1987). Ze kregen een dochter, met afstammelingen tot heden. De familietak is uitgedoofd.

## Gérard Desclée de Maredsous
Gérard Desclée de Maredsous (Doornik, 13 oktober 1876 - aldaar, 25 december 1962) verkreeg in 1928 vergunning om de Maredsous aan de familienaam toe te voegen en werd in 1914 in de Belgische erfelijke adel opgenomen. Hij bleef vrijgezel.